# Lijst van voetbalinterlands Guatemala - Nicaragua
Deze lijst van voetbalinterlands is een overzicht van alle officiële voetbalwedstrijden tussen de nationale teams van Guatemala en Nicaragua. De Midden-Amerikaanse landen speelden tot op heden 26 keer tegen elkaar. De eerste ontmoeting, een wedstrijd tijdens het CCCF-kampioenschap 1943, werd gespeeld in San Salvador (El Salvador) op 9 december 1943. Het laatste duel, een vriendschappelijke wedstrijd, vond plaats op 26 mei 2024 in San Jose (Verenigde Staten).

## Wedstrijden
| №  | Plaats            | Datum            | Competitie                               | Wedstrijd             | Uitslag |
| -- | ----------------- | ---------------- | ---------------------------------------- | --------------------- | ------- |
| 1  | San Salvador      | 9 december 1943  | CCCF-kampioenschap 1943                  | Guatemala – Nicaragua | 6 – 2   |
| 2  | San Salvador      | 19 december 1943 | CCCF-kampioenschap 1943                  | Guatemala – Nicaragua | 5 – 1   |
| 3  | San José          | 7 maart 1946     | CCCF-kampioenschap 1946                  | Guatemala – Nicaragua | 7 – 0   |
| 4  | San José          | 19 maart 1953    | CCCF-kampioenschap 1953                  | Guatemala – Nicaragua | 1 – 0   |
| 5  | San Salvador      | 27 maart 1963    | CONCACAF-kampioenschap 1963              | Guatemala – Nicaragua | 3 – 1   |
| 6  | Guatemala-Stad    | 15 februari 1967 | CONCACAF-kampioenschap 1967 kwalificatie | Guatemala – Nicaragua | 3 – 1   |
| 7  | Tegucigalpa       | 19 maart 1967    | CONCACAF-kampioenschap 1967              | Guatemala – Nicaragua | 2 – 0   |
| 8  | Guatemala-Stad    | 7 juni 1992      | Vriendschappelijk                        | Guatemala – Nicaragua | 7 – 1   |
| 9  | Diriamba          | 5 mei 1996       | WK 1998 kwalificatie                     | Nicaragua – Guatemala | 0 – 1   |
| 10 | Guatemala-Stad    | 10 mei 1996      | WK 1998 kwalificatie                     | Guatemala – Nicaragua | 2 – 1   |
| 11 | Guatemala-Stad    | 20 april 1997    | UNCAF Nations Cup 1997                   | Guatemala – Nicaragua | 6 – 1   |
| 12 | San José          | 17 maart 1999    | UNCAF Nations Cup 1999                   | Guatemala – Nicaragua | 1 – 0   |
| 13 | Panama-Stad       | 18 februari 2003 | UNCAF Nations Cup 2003                   | Guatemala – Nicaragua | 5 – 0   |
| 14 | Guatemala-Stad    | 21 februari 2005 | UNCAF Nations Cup 2005                   | Guatemala – Nicaragua | 4 – 0   |
| 15 | San Salvador      | 8 februari 2007  | UNCAF Nations Cup 2007                   | Guatemala – Nicaragua | 1 – 0   |
| 16 | Tegucigalpa       | 29 januari 2009  | UNCAF Nations Cup 2009                   | Nicaragua – Guatemala | 2 – 0   |
| 17 | Fort Lauderdale   | 6 september 2010 | Vriendschappelijk                        | Guatemala – Nicaragua | 5 – 0   |
| 18 | Panama-Stad       | 21 januari 2011  | Copa Centroamericana 2011                | Nicaragua – Guatemala | 1 – 2   |
| 19 | San José          | 18 januari 2013  | Copa Centroamericana 2013                | Guatemala – Nicaragua | 1 – 1   |
| 20 | Antigua Guatemala | 14 augustus 2014 | Vriendschappelijk                        | Guatemala – Nicaragua | 3 – 0   |
| 21 | Managua           | 26 maart 2019    | Vriendschappelijk                        | Nicaragua – Guatemala | 0 – 1   |
| 22 | Managua           | 6 oktober 2020   | Vriendschappelijk                        | Nicaragua − Guatemala | 0 − 0   |
| 23 | Guatemala-Stad    | 24 februari 2021 | Vriendschappelijk                        | Guatemala − Nicaragua | 1 − 0   |
| 24 | Antigua Guatemala | 8 september 2021 | Vriendschappelijk                        | Guatemala − Nicaragua | 2 − 2   |
| 25 | Carson            | 19 november 2022 | Vriendschappelijk                        | Guatemala − Nicaragua | 3 − 1   |
| 26 | San Jose          | 26 mei 2024      | Vriendschappelijk                        | Guatemala − Nicaragua | 1 − 1   |

## Samenvatting
| Competitie                     | Totaal gespeeld | Winst Guatemala | Gelijk | Winst Nicaragua | Doelsaldo Guatemala – Nicaragua |
| ------------------------------ | --------------- | --------------- | ------ | --------------- | ------------------------------- |
| WK-kwalificatie                | 2               | 2               | 0      | 0               | 3 − 1                           |
| CONCACAF Gold Cup              | 6               | 6               | 0      | 0               | 23 − 4                          |
| CONCACAF Gold Cup-kwalificatie | 1               | 1               | 0      | 0               | 3 − 1                           |
| Copa Centroamericana           | 8               | 6               | 1      | 1               | 20 − 5                          |
| Vriendschappelijk              | 9               | 6               | 3      | 0               | 23 − 5                          |
| Totaal                         | 26              | 21              | 4      | 1               | 72 − 16                         |

FNFG · A-internationals · Selecties · Guatemalteeks vrouwenelftal
1920 – 1949 ·
1950 – 1969 ·
1970 – 1979 ·
1980 – 1989 ·
1990 – 1999 ·
2000 – 2009 ·
2010 – 2019 ·
2020 − 2029
1921 · 
1922 · 
1923 · 
1923–1929 · 
1930 · 
1931–1934 · 
1935 · 
1935–1942 · 
1943 · 
1944 · 1945 · 
1946 · 
1947 · 
1948 · 
1949 · 
1950 · 
1941 · 1942 · 
1953 · 
1954 · 
1955 · 
1956 · 
1957 · 
1958 · 1959 · 
1960 · 
1961 · 1962 · 
1963 · 
1964 · 
1965 · 
1966 · 
1967 · 
1968 · 
1969 · 
1970 · 
1971 · 
1972 · 
1973 · 
1974 · 
1975 · 
1976 · 
1977 · 
1978 · 1979 · 
1980 · 
1981 · 1982 · 
1983 · 
1984 · 
1985 · 
1986 · 
1987 · 
1988 · 
1989 · 
1990 · 
1991 · 
1992 · 
1993 · 1994 · 
1995 · 
1996 · 
1997 · 
1998 · 
1999 · 
2000 · 
2001 · 
2002 · 
2003 · 
2004 · 
2005 · 
2006 · 
2007 · 
2008 · 
2009 · 
2010 · 
2011 · 
2012 · 
2013 · 
2014 ·
2015 ·
2016 ·
2017 ·
2018 ·
2019 ·
2020 ·
2021 ·
2022 ·
2023 ·
2024
Anguilla ·
Antigua en Barbuda ·
Argentinië ·
Armenië ·
Barbados ·
Belize ·
Bermuda ·
Bolivia ·
Brazilië ·
Britse Maagdeneilanden ·
Canada ·
Chili ·
Colombia ·
Costa Rica ·
Cuba ·
Curaçao ·
Dominica ·
Dominicaanse Republiek ·
Ecuador ·
El Salvador ·
Grenada ·
Guyana ·
Haïti ·
Honduras ·
IJsland ·
Iran ·
Israël ·
Jamaica ·
Japan ·
Mexico ·
Nederlandse Antillen ·
Nicaragua ·
Noorwegen ·
Panama ·
Paraguay ·
Peru ·
Polen ·
Puerto Rico ·
Qatar ·
Saint Lucia ·
Saint Vincent en de Grenadines ·
Slowakije ·
Sovjet-Unie ·
Suriname ·
Trinidad en Tobago ·
Uruguay ·
Venezuela ·
Verenigde Staten ·
Zuid-Afrika ·
Zuid-Korea
FNF · 
A-internationals · 
Nicaraguaans vrouwenelftal
Anguilla ·
Argentinië ·
Bahama's ·
Barbados ·
Belize ·
Bermuda ·
Bolivia ·
Colombia ·
Costa Rica ·
Cuba ·
Curaçao ·
Dominica ·
Dominicaanse Republiek ·
El Salvador ·
Ghana ·
Guatemala ·
Haïti ·
Honduras ·
Iran ·
Jamaica ·
Kaaimaneilanden ·
Mexico ·
Montserrat ·
Nederlandse Antillen ·
Panama ·
Paraguay ·
Peru ·
Puerto Rico ·
Saint Kitts en Nevis ·
Saint Vincent en de Grenadines ·
Suriname ·
Trinidad en Tobago ·
Turks- en Caicoseilanden ·
Uruguay ·
Venezuela ·
Verenigde Staten